# Grand Prix Formule 1 van Spanje 2017
De Grand Prix Formule 1 van Spanje 2017 werd gehouden op 14 mei op het Circuit de Barcelona-Catalunya. Het was de vijfde race van het kampioenschap.

## Vrije trainingen

### Uitslagen
- Er wordt enkel de top-5 weergegeven.

| Vrije training 1 | Pos | No | Coureur          | Constructeur       | Tijd     |
| ---------------- | --- | -- | ---------------- | ------------------ | -------- |
| Vrije training 1 | 1   | 44 | Lewis Hamilton   | Mercedes           | 1:21.521 |
| Vrije training 1 | 2   | 77 | Valtteri Bottas  | Mercedes           | 1:21.550 |
| Vrije training 1 | 3   | 7  | Kimi Räikkönen   | Ferrari            | 1:22.456 |
| Vrije training 1 | 4   | 5  | Sebastian Vettel | Ferrari            | 1:22.600 |
| Vrije training 1 | 5   | 33 | Max Verstappen   | Red Bull-TAG Heuer | 1:22.706 |
| Vrije training 2 | Pos | No | Coureur          | Constructeur       | Tijd     |
| Vrije training 2 | 1   | 44 | Lewis Hamilton   | Mercedes           | 1:20.802 |
| Vrije training 2 | 2   | 77 | Valtteri Bottas  | Mercedes           | 1:20.892 |
| Vrije training 2 | 3   | 7  | Kimi Räikkönen   | Ferrari            | 1:21.112 |
| Vrije training 2 | 4   | 5  | Sebastian Vettel | Ferrari            | 1:21.220 |
| Vrije training 2 | 5   | 33 | Max Verstappen   | Red Bull-TAG Heuer | 1:21.438 |
| Vrije training 3 | Pos | No | Coureur          | Constructeur       | Tijd     |
| Vrije training 3 | 1   | 7  | Kimi Räikkönen   | Ferrari            | 1:20.214 |
| Vrije training 3 | 2   | 5  | Sebastian Vettel | Ferrari            | 1:20.456 |
| Vrije training 3 | 3   | 44 | Lewis Hamilton   | Mercedes           | 1:20.595 |
| Vrije training 3 | 4   | 77 | Valtteri Bottas  | Mercedes           | 1:20.868 |
| Vrije training 3 | 5   | 33 | Max Verstappen   | Red Bull-TAG Heuer | 1:21.025 |

Testcoureurs in vrije training 1:
 Sergej Sirotkin (Renault)

## Kwalificatie
Lewis Hamilton behaalde voor Mercedes zijn derde pole position van het seizoen door Ferrari-coureur Sebastian Vettel voor te blijven. Hun respectievelijke teamgenoten Valtteri Bottas en Kimi Räikkönen kwalificeerden zich als derde en vierde. Het Red Bull-duo Max Verstappen en Daniel Ricciardo eindigden op de vijfde en zesde plaats, voor de verrassende McLaren-coureur Fernando Alonso. De top 10 werd afgesloten door de Force India-coureurs Sergio Pérez en Esteban Ocon op de plaatsen acht en tien, met de Williams van Felipe Massa tussen hen in.
Stoffel Vandoorne, coureur van McLaren, kreeg na afloop van de kwalificatie een straf van tien startplaatsen omdat hij enkele onderdelen van zijn motor heeft gewisseld. Aangezien hij zich als negentiende heeft gekwalificeerd, hoefde hij echter slechts één plaats in te leveren.

### Kwalificatie-uitslag
| Pos                 | No | Coureur           | Constructeur         | Q1       | Q2       | Q3       | Grid |
| ------------------- | -- | ----------------- | -------------------- | -------- | -------- | -------- | ---- |
| 1                   | 44 | Lewis Hamilton    | Mercedes             | 1:20.511 | 1:20.210 | 1:19.149 | 1    |
| 2                   | 5  | Sebastian Vettel  | Ferrari              | 1:20.939 | 1:20.295 | 1:19.200 | 2    |
| 3                   | 77 | Valtteri Bottas   | Mercedes             | 1:20.991 | 1:20.300 | 1:19.373 | 3    |
| 4                   | 7  | Kimi Räikkönen    | Ferrari              | 1:20.742 | 1:20.621 | 1:19.439 | 4    |
| 5                   | 33 | Max Verstappen    | Red Bull-TAG Heuer   | 1:21.430 | 1:20.722 | 1:19.706 | 5    |
| 6                   | 3  | Daniel Ricciardo  | Red Bull-TAG Heuer   | 1:21.704 | 1:20.855 | 1:20.175 | 6    |
| 7                   | 14 | Fernando Alonso   | McLaren-Honda        | 1:22.015 | 1:21.251 | 1:21.048 | 7    |
| 8                   | 11 | Sergio Pérez      | Force India-Mercedes | 1:21.998 | 1:21.239 | 1:21.070 | 8    |
| 9                   | 19 | Felipe Massa      | Williams-Mercedes    | 1:22.138 | 1:21.222 | 1:21.232 | 9    |
| 10                  | 31 | Esteban Ocon      | Force India-Mercedes | 1:21.901 | 1:21.148 | 1:21.272 | 10   |
| 11                  | 20 | Kevin Magnussen   | Haas-Ferrari         | 1:21.945 | 1:21.329 |          | 11   |
| 12                  | 55 | Carlos Sainz jr.  | Toro Rosso           | 1:21.941 | 1:21.371 |          | 12   |
| 13                  | 27 | Nico Hülkenberg   | Renault              | 1:22.091 | 1:21.397 |          | 13   |
| 14                  | 8  | Romain Grosjean   | Haas-Ferrari         | 1:21.822 | 1:21.517 |          | 14   |
| 15                  | 94 | Pascal Wehrlein   | Sauber-Ferrari       | 1:22.327 | 1:21.803 |          | 15   |
| 16                  | 9  | Marcus Ericsson   | Sauber-Ferrari       | 1:22.332 |          |          | 16   |
| 17                  | 30 | Jolyon Palmer     | Renault              | 1:22.401 |          |          | 17   |
| 18                  | 18 | Lance Stroll      | Williams-Mercedes    | 1:22.411 |          |          | 18   |
| 19                  | 2  | Stoffel Vandoorne | McLaren-Honda        | 1:22.532 |          |          | 20   |
| 20                  | 26 | Daniil Kvjat      | Toro Rosso           | 1:22.746 |          |          | 19   |
| 107% tijd: 1:26.146 |    |                   |                      |          |          |          |      |

## Wedstrijd
De race werd gewonnen door Lewis Hamilton, die in de 44e ronde de beter gestarte Sebastian Vettel in wist te halen en de leiding niet meer uit handen gaf. Vettel eindigde als tweede, terwijl Daniel Ricciardo het podium compleet maakte. Alle drie waren zij de enige coureur van hun team die de finish wist te halen; Max Verstappen en Kimi Räikkönen kwamen met elkaar in aanraking in de eerste ronde en vielen daardoor uit, terwijl de motor van Valtteri Bottas het na 38 ronden begaf. Het Force India-duo Sergio Pérez en Esteban Ocon wist hiervan te profiteren door als vierde en vijfde over de finish te komen, terwijl ook Renault-coureur Nico Hülkenberg met een zesde plaats een goed resultaat wist te behalen. Sauber-coureur Pascal Wehrlein eindigde oorspronkelijk als zevende, maar na een tijdstraf van vijf seconden omdat hij te laat instuurde bij het ingaan van de pitstraat viel hij terug naar de achtste plaats, achter de Toro Rosso van Carlos Sainz jr. De top 10 werd afgesloten door de andere Toro Rosso van Daniil Kvjat en Haas-coureur Romain Grosjean.
McLaren-coureur Stoffel Vandoorne viel na 32 ronden uit nadat hij in de eerste bocht een ongeluk veroorzaakte waarbij hij de auto van Felipe Massa raakte. Hiervoor kreeg hij een straf van drie startplaatsen voor de volgende race in Monaco.

### Race-uitslag
| Pos. | No. | Coureur           | Constructeur         | Rondes | Tijd/Oorzaak uitval | Grid | Punten |
| ---- | --- | ----------------- | -------------------- | ------ | ------------------- | ---- | ------ |
| 1    | 44  | Lewis Hamilton    | Mercedes             | 66     | 1:35:56.497         | 1    | 25     |
| 2    | 5   | Sebastian Vettel  | Ferrari              | 66     | +3.490              | 2    | 18     |
| 3    | 3   | Daniel Ricciardo  | Red Bull-TAG Heuer   | 66     | +1:15.820           | 6    | 15     |
| 4    | 11  | Sergio Pérez      | Force India-Mercedes | 65     | +1 ronde            | 8    | 12     |
| 5    | 31  | Esteban Ocon      | Force India-Mercedes | 65     | +1 ronde            | 10   | 10     |
| 6    | 27  | Nico Hülkenberg   | Renault              | 65     | +1 ronde            | 13   | 8      |
| 7    | 55  | Carlos Sainz jr.  | Toro Rosso           | 65     | +1 ronde            | 12   | 6      |
| 8    | 94  | Pascal Wehrlein   | Sauber-Ferrari       | 65     | +1 ronde            | 15   | 4      |
| 9    | 26  | Daniil Kvjat      | Toro Rosso           | 65     | +1 ronde            | 19   | 2      |
| 10   | 8   | Romain Grosjean   | Haas-Ferrari         | 65     | +1 ronde            | 14   | 1      |
| 11   | 9   | Marcus Ericsson   | Sauber-Ferrari       | 64     | +2 ronden           | 16   |        |
| 12   | 14  | Fernando Alonso   | McLaren-Honda        | 64     | +2 ronden           | 7    |        |
| 13   | 19  | Felipe Massa      | Williams-Mercedes    | 64     | +2 ronden           | 9    |        |
| 14   | 20  | Kevin Magnussen   | Haas-Ferrari         | 64     | +2 ronden           | 11   |        |
| 15   | 30  | Jolyon Palmer     | Renault              | 64     | +2 ronden           | 17   |        |
| 16   | 18  | Lance Stroll      | Williams-Mercedes    | 64     | +2 ronden           | 18   |        |
| DNF  | 77  | Valtteri Bottas   | Mercedes             | 38     | Motor               | 3    |        |
| DNF  | 2   | Stoffel Vandoorne | McLaren-Honda        | 32     | Ongeluk             | 20   |        |
| DNF  | 33  | Max Verstappen    | Red Bull-TAG Heuer   | 1      | Schade ongeluk      | 5    |        |
| DNF  | 7   | Kimi Räikkönen    | Ferrari              | 0      | Ongeluk             | 4    |        |

## Tussenstanden wereldkampioenschap
Betreft tussenstanden voor het wereldkampioenschap na afloop van de race.

### Coureurs
| Positie | No. | Rijder           | Team                 | Punten |
| ------- | --- | ---------------- | -------------------- | ------ |
| 01      | 5   | Sebastian Vettel | Ferrari              | 104    |
| 02      | 44  | Lewis Hamilton   | Mercedes             | 98     |
| 03      | 77  | Valtteri Bottas  | Mercedes             | 63     |
| 04      | 7   | Kimi Räikkönen   | Ferrari              | 49     |
| 05      | 3   | Daniel Ricciardo | Red Bull-TAG Heuer   | 37     |
| 06      | 33  | Max Verstappen   | Red Bull-TAG Heuer   | 35     |
| 07      | 11  | Sergio Pérez     | Force India-Mercedes | 34     |
| 08      | 31  | Esteban Ocon     | Force India-Mercedes | 19     |
| 09      | 19  | Felipe Massa     | Williams-Mercedes    | 18     |
| 10      | 55  | Carlos Sainz jr. | Toro Rosso           | 17     |

### Constructeurs
| Positie | Team                 | Punten |
| ------- | -------------------- | ------ |
| 01      | Mercedes             | 161    |
| 02      | Ferrari              | 153    |
| 03      | Red Bull-TAG Heuer   | 72     |
| 04      | Force India-Mercedes | 53     |
| 05      | Toro Rosso           | 21     |
| 06      | Williams-Mercedes    | 18     |
| 07      | Renault              | 14     |
| 08      | Haas-Ferrari         | 9      |
| 09      | Sauber-Ferrari       | 4      |
| 10      | McLaren-Honda        | 0      |